# TauT阪急洛西口
TauT阪急洛西口(トートはんきゅうらくさいぐち)は、2018年、洛西口駅高架下にオープンした複合施設。

## 店舗一覧
- SHARE DEPARTMENT
- JEUGIA
- 多目的室＆ライブラリ
- プレイフルカフェ
- ガタゴト
- COMFY ARENA
- TRAIL FEST＋
- ファイブM
- サイクルベースあさひ
- プログラボ
- 阪急レンタサイクル
- 京都　麵屋たけ井
- ひより
- とろり天使のわらびもち
- すいば
- クリーニングぴいぷる
- お酒とごはん　キラボシ
- LatteArt Junkies RoastingShop
- BAKEHOUSE Me`re
- PAtisserie Le fruitier
- フレスコ
- スクールIE
- エイトアニマルクリニック

## 第1期エリア概要
- 場所：京都市西京区川島六ノ坪町59-2ほか[1]
- 敷地面積：約2,838㎡[1]
- 構造/階数：鉄骨造/地上1階[1]

## 第2期エリア概要
- 場所：京都府向日市寺戸町正田5-2ほか[2]
- 敷地面積：約1,933㎡[2]
- 構造/階数：鉄骨造/地上1階[2]

## 第3期エリア概要
- 場所：京都市西京区川島六ノ坪町 10-2 ほか[3]
- 敷地面積：約 6,234 ㎡[3]
- 構造/階数：鉄骨造/地上1階[3]

## TauTの名称 由来
高架の柱を表すTとTがつくる高架下空間で人と人が出会う（au）こと。